# Domenico Freschi
Giovanni Domenico Freschi (Bassano del Grappa, 26 marzo 1634 – Vicenza, 2 luglio 1710) è stato un compositore italiano.

## Biografia
Qualche anno dopo essere stato ordinato sacerdote, il 14 dicembre 1656 fu nominato maestro di cappella presso il Duomo di Vicenza, posto che mantenne per tutta la vita. Tra il 1657 e il 1696 fu responsabile per la musica eseguita nelle maggiori chiese di Vicenza durante le festività. Fu inoltre attivo come operista presso i teatri veneziani e presso il teatro privato di Marco Contarini a Piazzola sul Brenta. Freschi ebbe come allievo Giovanni Antonio Ricieri, l'insegnante di Giovanni Battista Martini.

## Lavori

### Opere
Sono note 16 opere di Freschi; l'anno e la città si riferiscono alla prima rappresentazione.
- Ifide greca (dramma per musica, libretto di Nicolò Minato, 1671, Venezia)
- Helena rapita da Paride (dramma per musica, libretto di Aurelio Aureli, 1677, Venezia; per l'inaugurazione del Teatro Sant'Angelo)
- Tullia superba (dramma per musica, libretto di Antonio Medolago, 1678, Venezia)
- La Circe (dramma per musica, libretto di Cristoforo Ivanovich, 1679, Venezia)
- Sardanapalo (dramma per musica, libretto di Carlo Maderni, 1679, Venezia)
- Berenice vendicata (dramma per musica, libretto di Giorgio Maria Rapparini, 1680, Piazzola sul Brenta)
- Il cittadino amante della patria ovvero Il Tello (operetta, libretto di Giorgio Maria Rapparini, 1680, Piazzola sul Brenta)
- Pompeo Magno in Cilicia (dramma per musica, libretto di Aurelio Aureli, 1681, Venezia)
- Olimpia vendicata (dramma per musica, libretto di Aurelio Aureli, 1681, Venezia)
- Giulio Cesare trionfante (dramma per musica, libretto di Luigi Orlandi, 1682, Venezia)
- Ermelinda (dramma per musica, libretto di Francesco Maria Piccioli, 1682, Piazzola sul Brenta)
- Silla (dramma per musica, libretto di Andrea Rossini, 1683, Venezia)
- L'incoronazione di Dario (dramma per musica, libretto di Adriano Morselli, 1684, Venezia)
- Teseo tra le rivali (dramma per musica, libretto di Aurelio Aureli, 1685, Venezia)
- Gl'amori d'Alidaura (dramma per musica, libretto di Francesco Maria Piccioli, 1685, Piazzola sul Brenta)
- L'amante muto loquace (dramma per musica, libretto di Nicolò Leonardi, Piazzola sul Brenta)

## Fonti
- C. Sartori: voce Domenico Freschi in Musik in Geschichte und Gegenwart
- T. Walker e B.L. Glixon: voce Domenico Freschi in New Grove Dictionary of Music and Musicians